# Sceaux-sur-Huisne
Sceaux-sur-Huisne is een gemeente in het Franse departement Sarthe (regio Pays de la Loire) en telt 547 inwoners (1999). De plaats maakt deel uit van het arrondissement Mamers.

## Geografie
De oppervlakte van Sceaux-sur-Huisne bedraagt 11,8 km², de bevolkingsdichtheid is 46,4 inwoners per km².
De onderstaande kaart toont de ligging van Sceaux-sur-Huisne met de belangrijkste infrastructuur en aangrenzende gemeenten.

## Demografie
Onderstaande figuur toont het verloop van het inwonertal (bron: INSEE-tellingen).